# Чеснавичюс, Александрас Юозович
Александрас Юозович Чеснавичюс (лит. Aleksandras Česnavičius; 30 декабря 1930, Пасвалис, Литва — 13 марта 2006, Вильнюс, Литва) — литовский партийный и советский деятель.

## Биография
В 1953—1955 г. — слушатель Литовской республиканской партийной школы. В 1961 г. заочно окончил Вильнюсский государственный педагогический институт, в 1974 г. — Академию Общественных Наук при ЦК КПСС. Кандидат исторических наук (1976).
В 1949—1950 г. — заведующий Отделом школ Пасвалисского уездного комитета ЛКСМ Литвы, в 1950-1951 г. — 1-й секретарь Прекульского районного комитета ЛКСМ Литвы, в 1951-1952 г. — помощник начальника Политического сектора Клайпедского областного управления сельского хозяйства по комсомолу, c 1952 до 1953 г. — инструктор Клайпедского областного комитета КП Литвы.
В 1955—1957 г. — инструктор ЦК КП Литвы, с 1957 до 1958 г. — 2-й секретарь Советского районного комитета КП Литвы гop. Вильнюс. В 1959—1960 г. — 1-й секретарь Вильнюсского городского комитета ЛКСМ Литвы.
С февраля 1960 г. по июнь 1966 г. — 1-й секретарь ЦК ЛКСМ Литвы, c мая 1966 г. до декабря 1969 г. — секретарь ЦК ВЛКСМ.
В 1969-1976 г. — заведующий Отделом административных органов ЦК КП Литвы. С 1976 до 1988 г. — заместитель председателя СМ Литовской ССР.

## Награды
- Орден Трудового Красного Знамени .
- Орден Дружбы народов
- Орден «Знак Почёта»